# سیگلسباخ
سیگلسباخ (به آلمانی: Siegelsbach) یک شهر در آلمان است که در هایلبرون واقع شده‌است. سیگلسباخ ۱٬۶۹۴ نفر جمعیت دارد.